# M1 carbine
M1 Carbine (повна назва — US Carbine, Caliber .30, M1) — американський легкий військовий самозарядний карабін часів Другої світової війни, наймасовіша стрілецька зброя цього періоду.

## Історія
У 1938 році в армії США вперше замислились про необхідність переозброєння військовослужбовців так званої «другої лінії», з самозарядних пістолетів на легкі карабіни. Це ті війсковослужбовці, які не беруть участь у піхотному бою — екіпажі бойових машин, артилерійська обслуга та інші солдати, котрим за штатом не призначено гвинтівки. Причиною переозброєння слугувала більша, порівняно із пістолетами, ефективність карабінів, менші витрати на навчання солдатів їх ефективному використанню, і порівняно невеликі масо-габаритні показники. На схожих засадах побудована сучасна концепція PDW (особиста зброя самооборони військовослужбовців).

### Розробка
У 1941 році на замовлення Армії США фірмою «Вінчестер» був розроблений новий патрон .30 Carbine (7,62 × 33 мм), схожий своїми конструкцією і потужністю на револьверний «магнум», і, згодом, дійсно використуваний в ряді револьверів. Завдяки своїй високій порівняно до пістолетних боєприпасів потужності, цей патрон зрідка навіть вважається перехідним до проміжного. Але насправді, хоча його дулова енергія (близько 1200 Дж) дійсно була майже вдвічі вищою, ніж у поширених на той час армійських пістолетних патронів, все ж вона залишалася відчутно нижчою, ніж у пізніших «справжніх» проміжних боєприпасів, які зазвичай мають у цьому калібрі дулову енергію близько 2000 Дж. Вона не перевершувала показників популярних в США пістолетних і револьверних патронів класу «магнум». Крім того, його коротка куля з круглим носком мала досить посередню балістику, швидко втрачаючи швидкість, що також не дозволяє безпосередньо порівнювати його з проміжними патронами, які споряджаються гостроносими кулями, розрахованими на ведення вогню на порівняно великі дистанції. В цілому, однак, важко дати однозначне визначення класу цього патрона. Найбільш коректне позначення, яке було дано йому при прийнятті на озброєння — «карабінний» (Carbine), за тим єдиним на той час зразком зброї, в якій він використовувався, і для якої був спроектований.
Під цей новий патрон фірмою Winchester був розроблений і легкий самозарядний карабін. За основу його конструкції була прийнята схема газового двигуна, розроблена Девідом Вільямсом.
Це була елегантна зброя, схожа на легкий мисливський самозарядний карабін. Карабін був коротким, зручним і необтяжливим у вжитку, мав масу всього в 2,6 кг (2,8 кг в спорядженому стані) — тобто, був істотно легшим, ніж пістолети-кулемети того часу; в разі чого з нього можна було стріляти з однієї руки, як з пістолета. Незважаючи на форму повноцінного легкого карабіна з дерев'яною ложею, по суті це був пістолет-карабін, що тяжіє за призначенням та характеристиками до таких класичних зразків цього класу, як Mauser C96 або артилерійський «Люгер».

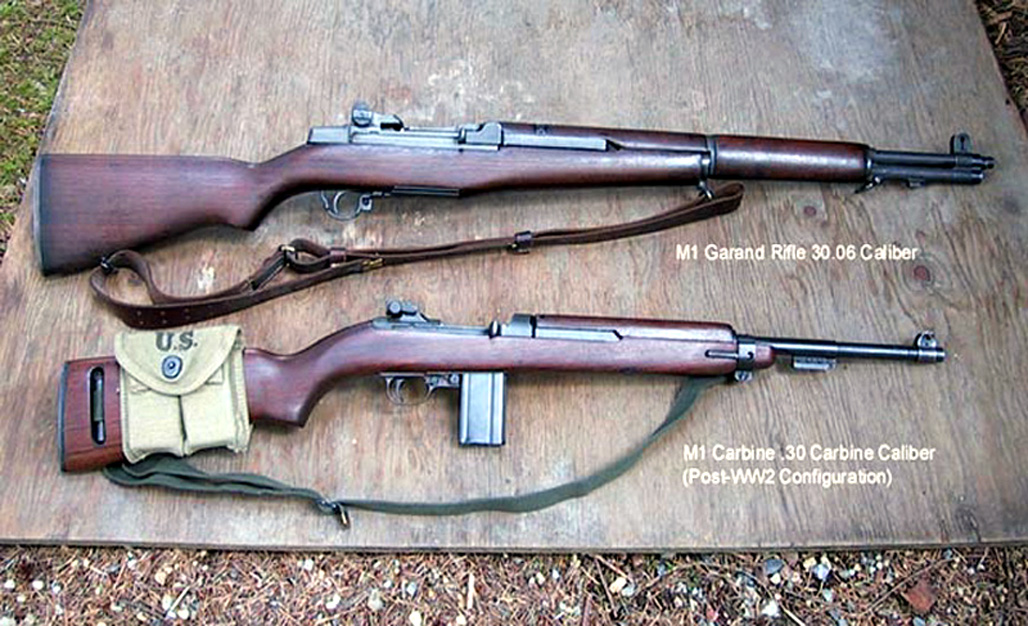
М1 (знизу) в порівнянні з гвинтівкою M1 Garand (вгорі)

### Бойове застосування
Потрапивши в діючу армію в 1941 році, коли США вже вступили в Другу світову війну, карабіни М1 швидко завоювали величезну популярність. М1 отримав ласкаве прізвисько «бебі-Гаранд», на честь основної зброї американської піхоти того часу, «повнорозмірної» гвинтівки M1 Garand, зменшений варіант якої він трохи нагадував зовні завдяки ряду спільних рис в конструкції і дизайні. М1 успішно застосовувався в ближньому бою, перевершуючи по купчастості і влучності одиночного вогню будь-які пістолети-кулемети того часу (завдяки легкому затвору, який закривався під час пострілу, і який використовувався замість масивного вільного ударно-спускового механізму). М'яка (порівняно з гвинтівками) віддача могла провокувати на часту стрілянину, втім, у американських солдатів не було проблем з нестачею патронів. Правда, прицільна дальність стрільби з карабіна не перевищувала 200—300 м, що насамперед було пов'язано з невдалою, з точки зору балістики, формою кулі.
У 1944 з'явився M2 Carbine, що відрізнявся наявністю в ударно-спусковому механізмі автоспуску, що дозволяє вести вогонь чергами, перемикача видів вогню зліва на ствольній коробці, а також секторним магазином ємністю 30 патронів. Цілком імовірно, що його поява стала відповіддю на застосування німцями StG-44, — в усякому разі, хронологія подій дозволяє прийти до такого висновку. При цьому велика частина карабінів М2 була отримана не виробництвом на заводі «з нуля», а в польових умовах, установкою на наявні М1 спеціального набору деталей (позначення наборів — T17 і T18). Між тим, ефективність автоматичного вогню з такої легкої зброї, навіть при помірній потужності патрона, виявилася низькою, крім того, його введення негативно позначалося на довговічності зброї, тому М2 не отримав такого широкого розповсюдження, як його прототип, — було випущено близько 600 тисяч примірників, включаючи переобладнані з М1.
Під час війни в Кореї M2 Carbine займав нішу автоматів. Незвичайний округлий носик кулі забезпечував хорошу зупиняючу дію на коротких дистанціях. Однак, автоматичний вогонь з настільки легкої зброї приводив до занадто сильного підкидання ствола, що робило стрілянину на довгі дистанції марною. В цілому, M2 Carbine помітно поступався пістолетам-кулеметам в керованості безперервним вогнем. Через балістику кулі вогонь одиночними пострілами сягав точності гвинтівки M1 Garand. Крім того, в морозну погоду автоматика карабіна працювала не ідеально.

## Конструкція
М1 мав відносно просту для свого класу конструкцію, адаптовану до масового виробництва і вельми технологічну за мірками промисловості США. Зброя мала газовідвідний двигун з коротким (всього близько 8 мм) ходом газового поршня, розташованого під стволом. При пострілі поршень коротким енергійним поштовхом передавав енергію рамі затвора, подальша робота автоматики відбувалась за рахунок інерції рухомих частин, а також залишкового тиску газів у каналі ствола, який впливав на денце гільзи. Затворна рама разом з поворотною пружиною розташовувалася усередині цівки під стволом, за межами ствольної коробки, ковзаючи розташованим справа відростком по сходинці на її бічній зовнішній поверхні, що дозволило звести до мінімуму габарити самої ствольної коробки, знизивши тим самим загальну масу зброї. Розташований праворуч на рамі затвора відросток, поєднаний зі взводним держаком, безпосередньо здійснював відмикання-запирання і відкривання-закривання затвора за допомогою фігурного паза зі скосом. Затвор замикався поворотом за годинниковою стрілкою на два бойові упори (за вирізи ствольної коробки).
Ударно-спусковий механізм — курок. Зброя мала кнопковий запобіжник в передній частині спускової скоби, який блокував спусковий гачок при натисканні на кнопку; на пізніх випусках він був замінений на важіль, оскільки кнопку можна було легко переплутати з розташованою перед нею такою ж кнопкою закривача магазина. На М2 був перемикач режимів вогню у вигляді вертикального важеля, розташованого на ствольній коробці зліва в районі вікна для викиду гільз. Повноцінної затримки затвора зброя не мала, однак затворну раму, яка знаходилась у крайньому задньому положенні, можна було зафіксувати, натиснувши кнопку біля основи взводного руків'я. Магазини могли споряджатися з обойм на 15 патронів, причому без використання будь-яких додаткових пристроїв — напрямні для установки обойми були на самих магазинах.
Деталі зброї виготовлялися переважно на металорізальних верстатах, однак за американськими мірками М1 вважалась досить технологічною і недорогою у виробництві зброєю: армії кожен екземпляр обходився в 45 доларів, при тому, що закупівельна ціна гвинтівки М1 Гаранд становила $ 85, пістолета-кулемета Томпсона — $ 209 на початку війни і до $ 45 ближче до кінця, пістолета Кольт М1911 — близько $ 12. За всі роки випуску було вироблено понад 6 мільйонів екземплярів карабіна. Подекуди він досі використовується в поліції і аналогічних структурах; у США його випуск продовжується декількома фірмами, вже як цивільної зброї, часто з тими чи іншими відмінностями в конструкції і зовнішньому дизайні.

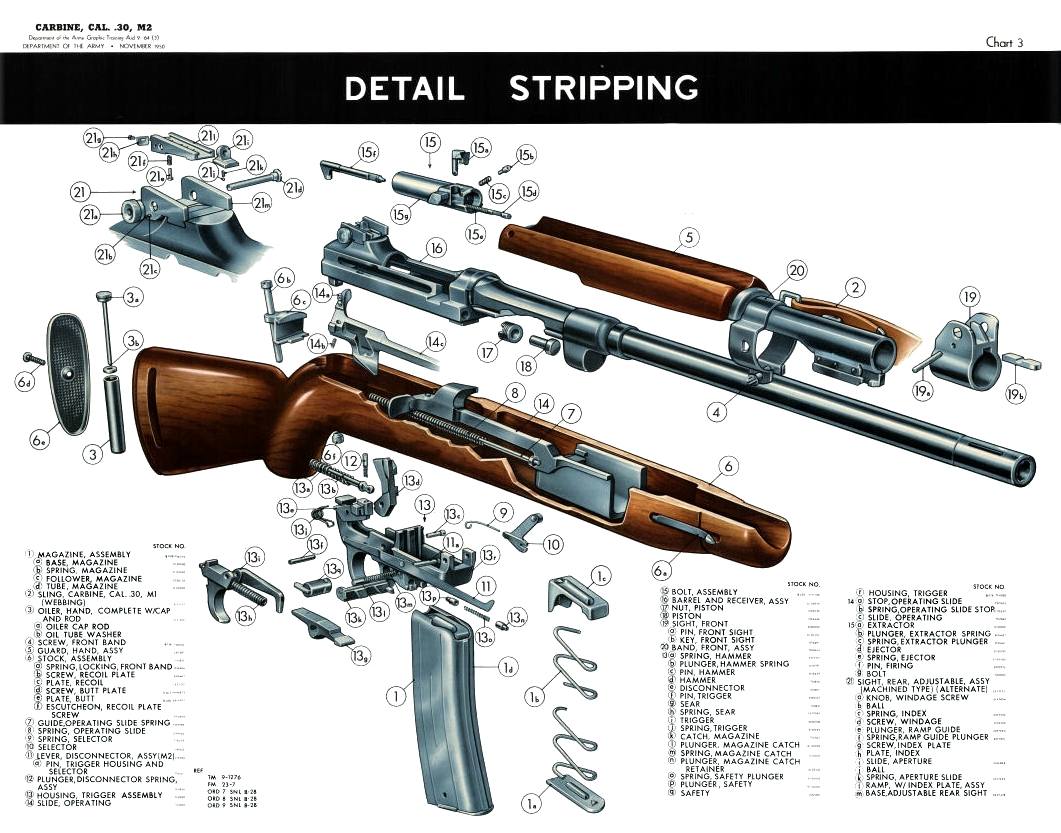
Будова карабіна М2

Карабін порівняно швидко і просто розбирався і збирався, для цього було необхідно послабити гвинт на ложевому кільці (ранні випуски мали нерозрізне кільце з пружинною засувкою), зрушити його вперед, вийняти механізм зброї з дерев'яних деталей ложа, від'єднати утримувану шпилькою спускову коробку, зняти затворну раму і вийняти затвор.
На деяких карабінах застосовувалися рушничні гранатомети M8 («підігнаний» під цей карабін гранатомет M7. Починаючи з 1944 року на стволах карабінів з'являються гнізда для установки багнетів М4.

## Виробники
У 1941–1945 рр. карабіни М1 вироблялися для збройних сил США на значній кількості підприємств ряду американських компаній, серед яких:
- Winchester Repeating Arms Company
- International Business Machines Corporation
- Rock-Ola Manufacturing Corporation

Після закінчення Другої світової війни карабіни M1 і їх комерційні модифікації випускалися ще кількома зброярними компаніями, серед яких:
- Springfield Armory
- Howa Machinery Company Ltd. (на військовому арсеналі в місті Нагоя)
- «Auto-Ordnance»
- «Chiappa Firearms» (Італія)

## Модифікації
- М1А1 — карабін для парашутно-десантних частин, зі складним металевим прикладом; випущено 150 000 шт.
- М1А2 — М1 із зміненими прицільними пристосуваннями, серійно не випускався.
- М1А3 — М1А1 зі зміненим складним прикладом, серійно не випускався.
- M2 Carbine зразка 1944 року — варіант з можливістю ведення автоматичного вогню з темпом 750 пострілів на хвилину. Разом з карабіном М2 був прийнятий на озброєння новий секторний магазин на 30 патронів, повністю взаємозамінний з магазинами на 15 патронів.
- M3 Carbine — «снайперський карабін», модифікація автоматичного карабіна М2, яка полягала в установці кріплень для інфрачервоних нічних прицілів, а також вогнегасників, які можна знімати. На карабін М3 могли бути встановлені нічні приціли першого покоління М1, М2 і М3. Випущено приблизно 3000 шт.
- M1 Enforcer — післявоєнна комерційна цивільна модифікація без приклада і з укороченим стволом.
- «Le MAG» — комерційна модифікація під 11,43-мм патрон .45 Winchester Magnum, створена на початку 1990-х років фірмою «Ле МАГ» (конструктор Тім Ле Жандр), крім того, замість штатної дерев'яної ложі на карабіни встановлювалася нова, виготовлена з чорної пластмаси.
- в 2000-ні роки компанія «Auto-Ordnance» випустила серію реплік карабіна M1 під патрон 7,62х33 мм:

- Auto-Ordnance AOM110 — репліка M1 часів Другої світової війни з березовою ложею, але без кріплення для багнета
- Auto-Ordnance AOM120

- в 2008 році компанія «Auto-Ordnance» випустила нову серію реплік карабіна M1 під патрон 7,62х33 мм:

- Auto-Ordnance AOM130 — точна репліка M1 часів Другої світової війни з горіховою ложею
- Auto-Ordnance AOM150 — точна репліка M1A1 часів Другої світової війни зі складним металевим прикладом
- Auto-Ordnance AOM160 — «тактична модифікація» зі складним прикладом, ложем і пістолетним руків'ям з чорної пластмаси

- компания «LSI Citadel» (США) випускала:

- Citadel M1 Carbine — конверсійний варіант M1 під патрон 9 × 19 мм «Parabellum»
- Citadel M1-22 — конверсійний варіант M1 під патрон .22LR

- компанія «Chiappa Firearms» випускала власні модифікації[1]:

- Chiappa M1-9 — модифікація M1 під патрон 9 × 19 мм «Parabellum» з живленням від 15-зарядних магазинів від пістолета Beretta 92
- Chiappa M1-22 — модифікація M1 під патрон .22LR

## Аксесуари
- У 1944 році на озброєння армії США був прийнятий єдиний стандартизований багнет-ніж М4 ( Bayonet-Knife M4 ) для карабіна M1 Carbine і гвинтівки M1 Garand.

## Оператори
- США — перебував на озброєнні окремих категорій військовослужбовців США (переважно командного складу, військовослужбовців «другої лінії» і допоміжних підрозділів) і Національної гвардії США.
- Велика Британія — деяку кількість отримано за програмою ленд-лізу під час Другої світової війни.
- Франція — значну кількість отримано за програмою ленд-лізу під час Другої світової війни і за програмою військової допомоги після її закінчення.
- Третій рейх — трофейні карабіни надходили на озброєння під назвою Selbstladekarabiner 455 (a).
- Китайська Республіка — поставлявся за програмою військової допомоги зі США[2].
- Норвегія — після Другої світової війни деяку кількість карабінів було отримано за програмою військової допомоги із США, вони використовувалися під найменуванням Selvladekarabin M1.
- Федеративна Республіка Німеччина — після створення бундесверу, отримані за програмою військової допомоги зі США самозарядні карабіни M1 надійшли на озброєння під назвою G54, а автоматичні карабіни M2 — під назвою G55.
- Японія — після закінчення Другої світової війни деяку кількість карабінів було отримано зі США за програмою військової допомоги.